# Steve Lee
Steve Lee (Horgen, 5 agosto 1963 – Mesquite, 5 ottobre 2010) è stato un cantante e compositore svizzero, celebre per essere stato il frontman dei Gotthard.

## Biografia
Steve Lee nacque a Horgen il 5 agosto 1963 con il nome di Stefan Alois Lee, figlio di un padre britannico e una madre svizzero-tedesca. Steve aveva due fratelli, Karin e Tomaso. Più tardi la sua famiglia si trasferì in Ticino, dove lui imparò il mestiere di orafo. All'età di 12 anni si procurò il suo primo set di batteria. Con qualche esperienza in studio alle spalle, Steve Lee esordì nel mondo musicale nel 1988 con il gruppo musicale hard rock denominato Forsale, con il quale pubblicò un album intitolato Stranger in Town. Terminata questa esperienza, fondò nel 1992 a Lugano, insieme al chitarrista Leo Leoni, al bassista Marc Lynn ed al batterista Fabian Rose, i Krak. In seguito, sotto la guida del bassista e compositore dei Krokus Chris von Rohr, la band fu ribattezzata Gotthard (nome ispirato dal Passo del San Gottardo e con l'evidente gioco con le parole inglesi "got" e "hard") e il batterista del gruppo divenne Hena Habegger.
Nel 2007, Lee venne contattato da Arjen Anthony Lucassen per partecipare all'ultimo album in studio degli Ayreon, 01011001, pubblicato nel 2008. Egli eseguì alcune parti vocali, insieme ad altri cantati progressive rock e progressive metal. Nel 2009 venne chiamato dallo storico tastierista dei Deep Purple, Jon Lord, che lo invitò a cantare durante un suo concerto a Zurigo. Pare che Lee, poco prima della sua morte, avesse iniziato a pianificare un album da solista la cui uscita era prevista nel 2011.
Nonostante la fama ottenuta nei confini svizzeri, Lee si vedeva come un "rocker riservato" e non venne mai coinvolto in grandi scandali sulla stampa. È stato sposato con Karin, sua compagna dal 1990 al 2004, da cui divorziò. Con la sua fidanzata più recente, l'ex modella Brigitte Voss-Balzarini, non si è mai sposato. Grazie al fatto di essere nato a Zurigo e di essersi poi trasferito a vivere in Ticino, Lee è cresciuto trilingue italiano, schwyzerdütsch e inglese, inoltre parlava correttamente il francese. Lee venne spesso coinvolto in iniziative benefiche e partecipò ogni anno con la sua Harley-Davidson alla Love Ride di Zurigo.

### L'incidente mortale
Il 5 ottobre 2010, durante un viaggio in motocicletta da Las Vegas (Nevada) a Saint George (Utah) assieme a 22 motociclisti, tra cui un membro del gruppo (il bassista Marc Lynn), Steve Lee venne urtato da una motocicletta durante una sosta sul bordo della strada Interstate 15 vicino Mesquite (Nevada, USA), sosta effettuata per indossare una tuta per la pioggia. Un mezzo pesante investì alcune moto parcheggiate, una delle quali colpì Lee. Chiamati i paramedici, essi arrivarono sul luogo dell'incidente e dopo un primo tentativo di rianimarlo, si resero conto che per Steve Lee non c'era più nulla da fare: il medico legale non poté fare altro che certificare il decesso del cantante sul posto.
Successivamente, la salma (cremata) fu poi traslata nel Canton Ticino, dove si svolse il suo funerale in funzione pubblica sulla vetta del passo del San Gottardo e in un secondo momento, in forma strettamente privata. Dopo una permanenza nella sua casa di famiglia, fu infine tumulata nel cimitero di Porza, dove il cantante ha vissuto gran parte della sua vita.
Lee è stato premiato postumo agli Swiss Music Awards 2011 con il Tribute Award.

## Influenze
Le influenze musicali di Steve Lee includevano Led Zeppelin, AC/DC, Whitesnake, Deep Purple, Bon Jovi, Van Halen e Aerosmith. Lee era particolarmente affezionato agli Whitesnake e ha basato il suo stile di canto ispirandosi a quello del frontman David Coverdale.

## Discografia

### Con i Gotthard

#### Album in studio
- 1992 Gotthard
- 1994 Dial Hard
- 1996 G.
- 1999 Open
- 2001 Homerun
- 2003 Human Zoo
- 2005 Lipservice
- 2007 Domino Effect
- 2009 Need to Believe

### Con i Forsale
- 1985 Even (Maxi Single)
- 1988 Stranger in Town

### Con gli Ayreon
- 2008 01011001

## Videografia
- 2002 - More Than Live
- 2006 - Made in Switzerland